# LGA 2011
Il socket LGA 2011 (chiamato anche Socket R) è stato introdotto da Intel per sostituire LGA 1366 (Socket B) e LGA 1567 nei computer ad alte prestazioni e nelle piattaforme server. Il socket 2011 dispone di 2'011 contatti elettrici.
Il Socket R supporta il collegamento fra più cpu utilizzando la tecnologia QPI
Il socket è stato messo in commercio il 14 novembre 2011, e supporta i processori Sandy-Bridge E con 4 canali di memoria DDR3-1600. La versione Extreme Edition, dispone di 6 cores con 15 MB di memoria cache condivisa. Le motherboards che supportano il socket LGA 2011, hanno sempre 4 o 8 slot di memoria ram e supportano fino ad un massimo di 32 GB, 64 GB, o 128 GB. Il socket LGA 2011, inoltre, garantisce una scalabilità oltre 8 cores e 20 MB di cache.
Il socket 2011 è anche compatibile con le nuove architetture Ivy Bridge-E.
È da ricordare che il termine LGA sta per Land Grid Array e sta ad indicare che i pin di contatto non sono più sul processore, ma direttamente sul socket, una caratteristica che Intel ha introdotto con il Socket 775.

## Chipsets
Le informazioni sul chipset Intel X79 possono essere trovate nella tabella qui sotto.
| Nome                                  | X79                          |
| CPU Supportate                        | Sandy Bridge-E, Ivy Bridge-E |
| Slots DDR3 massimi                    | 8                            |
| Overclocking                          | Si                           |
| GPU incorporata                       | No                           |
| RAID 0/1/5/10                         | Si                           |
| Porte USB massime (USB 3.0)           | 14                           |
| Maximum SATA Ports (SATA 6 Gbit/s)    | 6                            |
| Configurazione PCI Express principale | 40 x PCIe                    |
| PCI Express secondarie                | 8 × PCIe 2.0 (5GT/s)         |
| PCI                                   | Si                           |
| Intel Rapid Storage Technology        | Si                           |
| Smart Response Technology             | No                           |
| Data di distribuzione (D-M-Y)         | 14-11-2011                   |

## Processori compatibili

### Desktop
Le informazioni possono essere trovate nella tabella qui sotto.
| Nome                          | Generazione    | Cores | Threads | Frequenza | Intel Turbo Mode | Moltiplicatore       | L2 cache  | L3 cache | TDP  | Data di distribuzione (D-M-Y) |      |
| ----------------------------- | -------------- | ----- | ------- | --------- | ---------------- | -------------------- | --------- | -------- | ---- | ----------------------------- | ---- |
| Core i7-4960X Extreme Edition | Ivy Bridge-E   | 6     | 12      | 3.60 GHz  | 4.00 GHz         | Unlocked             | 6 x 256KB | 15MB     | 130W | Q3'13                         | $999 |
| Core i7-4930K                 | Ivy Bridge-E   | 6     | 12      | 3.40 GHz  | 3.90 GHz         | Unlocked             | 6 x 256KB | 12MB     | 130W | Q3'13                         | $583 |
| Core i7-4820K                 | Ivy Bridge-E   | 4     | 8       | 3.70 GHz  | 3.90 GHz         | Unlocked             | 4 x 256KB | 10MB     | 130W | Q3'13                         | $323 |
| Core i7-3970X Extreme Edition | Sandy Bridge-E | 6     | 12      | 3.50 GHz  | 4.00 GHz         | Unlocked             | 6 x 256KB | 15MB     | 150W | Q4'12                         | $999 |
| Core i7-3960X Extreme Edition | Sandy Bridge-E | 6     | 12      | 3.30 GHz  | 3.90 GHz         | Unlocked             | 6 x 256KB | 15MB     | 130W | 14-11-2011                    | $990 |
| Core i7-3930K                 | Sandy Bridge-E | 6     | 12      | 3.20 GHz  | 3.80 GHz         | Unlocked             | 6 x 256KB | 12MB     | 130W | 14-11-2011                    | $555 |
| Core i7-3820                  | Sandy Bridge-E | 4     | 8       | 3.60 GHz  | 3.80 GHz         | Partially Unlocked 1 | 4 x 256KB | 10MB     | 130W | 14-02-2012                    | $305 |

### Server
Le informazioni possono essere trovate nella tabella qui sotto.
| Nome          | Cores | Threads | Frequenza | Intel Turbo Mode | Moltiplicatore | L2 cache  | L3 cache | TDP  | Data di distribuzione | Prezzo (US) |
| ------------- | ----- | ------- | --------- | ---------------- | -------------- | --------- | -------- | ---- | --------------------- | ----------- |
| Xeon E5 1620  | 4     | 8       | 3.60 GHz  | 3.90 GHz         | 38             | 4 x 256KB | 10MB     | 130W | Q1 2012               | $294        |
| Xeon E5 1650  | 6     | 12      | 3.20 GHz  | 3.80 GHz         | 38             | 6 x 256KB | 12MB     | 130W | Q1 2012               | $583        |
| Xeon E5 1660  | 6     | 12      | 3.30 GHz  | 3.90 GHz         | 39             | 6 x 256KB | 15MB     | 130W | Q1 2012               | $1080       |
| Xeon E5 2603  | 4     | 4       | 1.8 GHz   | not supported    | 18             | 4 x 256KB | 10MB     | 80W  | Q1'12                 | $198        |
| Xeon E5 2609  | 4     | 4       | 2.4 GHz   | not supported    | 24             | 4 x 256KB | 10MB     | 80W  | Q1'12                 | $294        |
| Xeon E5 2620  | 6     | 12      | 2.0 GHz   | 2.5 GHz          | 25             | 6 x 256KB | 15MB     | 95W  | Q1'12                 | $406        |
| Xeon E5 2630  | 6     | 12      | 2.3 GHz   | 2.8 GHz          | 28             | 6 x 256KB | 15MB     | 95W  | Q1'12                 | $612        |
| Xeon E5 2630L | 6     | 12      | 2.0 GHz   | 2.5 GHz          | 20             | 6 x 256KB | 15MB     | 60W  | Q1'12                 | $662        |
| Xeon E5 2637  | 2     | 4       | 3.0 GHz   | 3.5 GHz          | 30             | 2 x 256KB | 5MB      | 80W  | Q1'12                 | $885        |
| Xeon E5 2640  | 6     | 12      | 2.5 GHz   | 3.0 GHz          | 30             | 6 x 256KB | 15MB     | 95W  | Q1'12                 | $885        |
| Xeon E5 2643  | 4     | 8       | 3.3 GHz   | 3.5 GHz          | 33             | 4 x 256KB | 10MB     | 130W | Q1'12                 | $885        |
| Xeon E5 2650  | 8     | 16      | 2.0 GHz   | 2.8 GHz          | 28             | 8 x 256KB | 20MB     | 95W  | Q1'12                 | $1107       |
| Xeon E5 2658  | 8     | 16      | 2.1 GHz   | 2.4 GHz          |                | 8 x 256KB | 20MB     | 95W  | Q1'12                 | $1141       |
| Xeon E5 2650L | 8     | 16      | 1.8 GHz   | 2.3 GHz          | 18             | 8 x 256KB | 20MB     | 70W  | Q1'12                 | $1107       |
| Xeon E5 2660  | 8     | 16      | 2.2 GHz   | 3.0 GHz          | 30             | 8 x 256KB | 20MB     | 95W  | Q1'12                 | $1329       |
| Xeon E5 2665  | 8     | 16      | 2.4 GHz   | 3.1 GHz          | 31             | 8 x 256KB | 20MB     | 115W | Q1'12                 | $1440       |
| Xeon E5 2667  | 6     | 12      | 2.9 GHz   | 3.5 GHz          | 29             | 6 x 256KB | 15MB     | 130W | Q1'12                 | $1552       |
| Xeon E5 2670  | 8     | 16      | 2.6 GHz   | 3.3 GHz          | 33             | 8 x 256KB | 20MB     | 115W | Q1'12                 | $1552       |
| Xeon E5 2680  | 8     | 16      | 2.7 GHz   | 3.5 GHz          | 35             | 8 x 256KB | 20MB     | 130W | Q1'12                 | $1723       |
| Xeon E5 2687W | 8     | 16      | 3.1 GHz   | 3.8 GHz          | 31             | 8 x 256KB | 20MB     | 150W | Q1'12                 | $1885       |
| Xeon E5 2690  | 8     | 16      | 2.9 GHz   | 3.8 GHz          | 38             | 8 x 256KB | 20MB     | 135W | Q1'12                 | $2057       |